# Templin
Templin település Németországban, azon belül Brandenburgban. Brandenburg második legnagyobb városa (Wittstock után) és területére nézve Németország hetedik legnagyobb városa. Az önkormányzat magában foglalja Ahrensdorf, Bebersee, Poets, Densow, Gandenitz, Gollin, Gross Dölln, Gross Apa, Grunewald, Hammelspring, Herzfelde, Hindenburg, Klosterwalde, Petznick, Röddelin, Storkow és Vietmannsdorf falvakat. Lakosainak száma 15 604 fő (2023. december 31.).

## Fekvése
Berlintől és a Schorfheide-Chorin bioszféra-rezervátumtól északra, Neuruppintól északkeletre fekvő település.

## Története
A várost 1270-ben említették először az oklevelek "Templyn" néven.
Templin 1479-től Brandenburghoz tartozik. 1492-ben a várost nagy tűzvész pusztította. A Reformáció után 1539-től a mai napig Templin az egyházkerület székhelye, mára 24 plébánia tartozik hozzá.
A mai városrészek a középkorban a Himmelpfort kolostor birtokában voltak. Storkow 1335 óta a kolostorhoz tartozik. Krams 1441 óta részben és 1443 óta a kolostor teljes tulajdonában van, később pedig elpusztult.
1574 nagy árvíz katasztrófa sújtotta a települést, miután egy gát felrobbant Dolgensee-nél, és egy két méter magas szökőár érte el a várost. 1618-ban egy nagy tűzvész pusztított  a városban. Öt ember, 309 ház, templom, városháza és iskolája volt a lángok áldozata. 1626-ban 47 család lett a pestisjárvány áldozatává. 1627-ben A harmincéves háború elérte a várost, dán csapatok ostromolták.

## Galéria

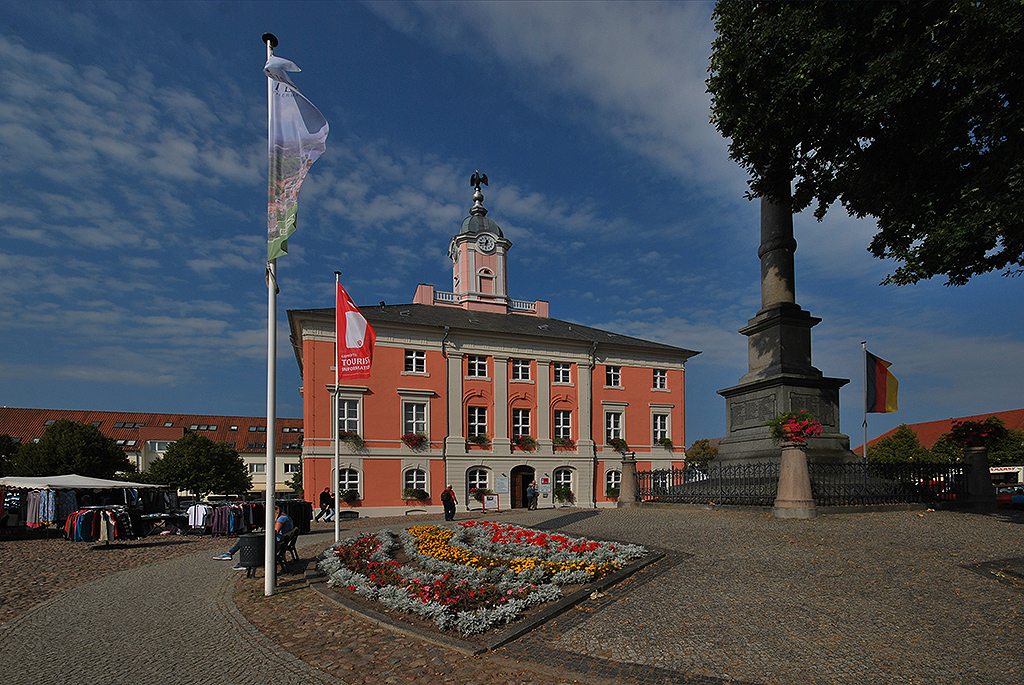
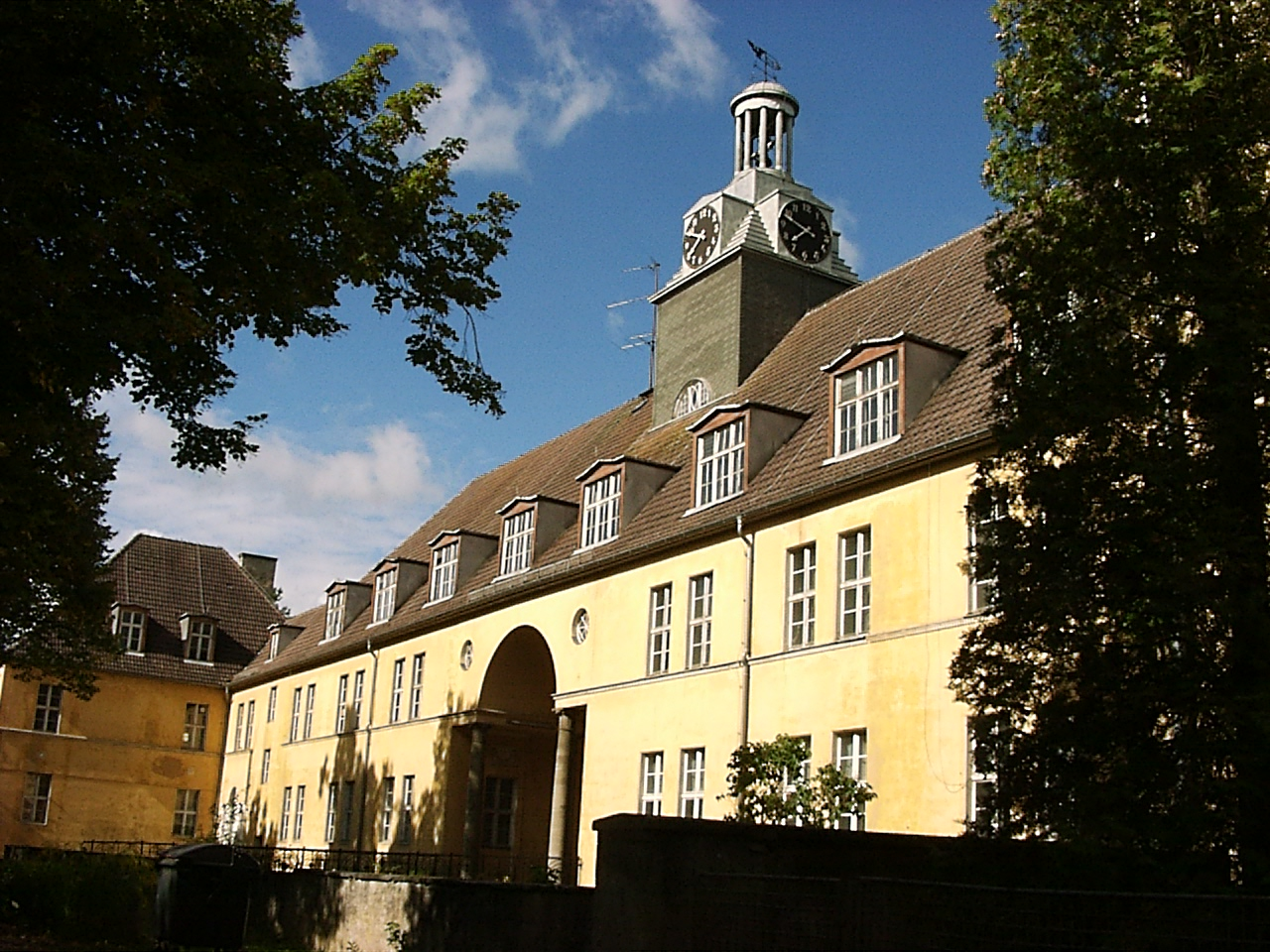
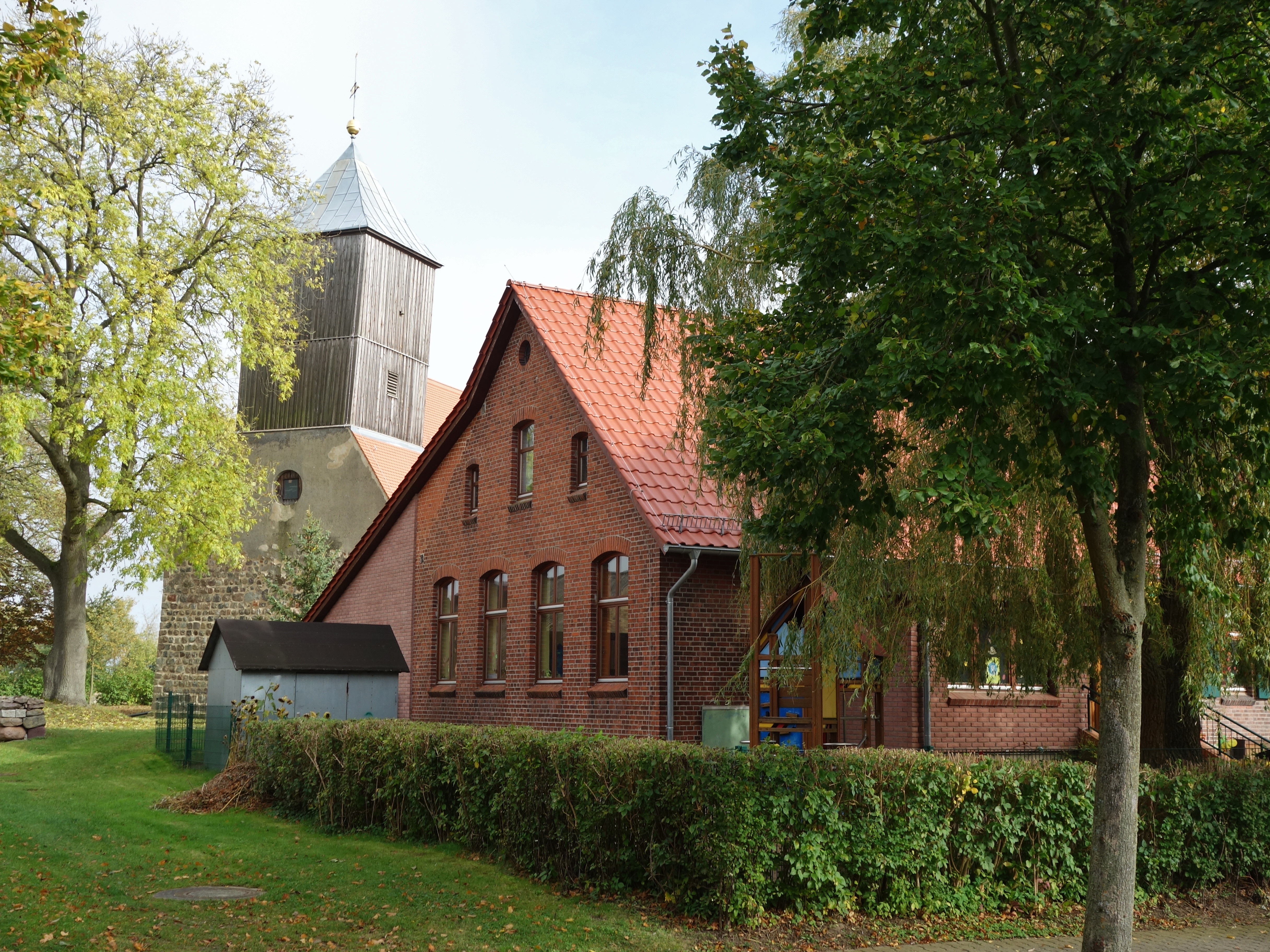
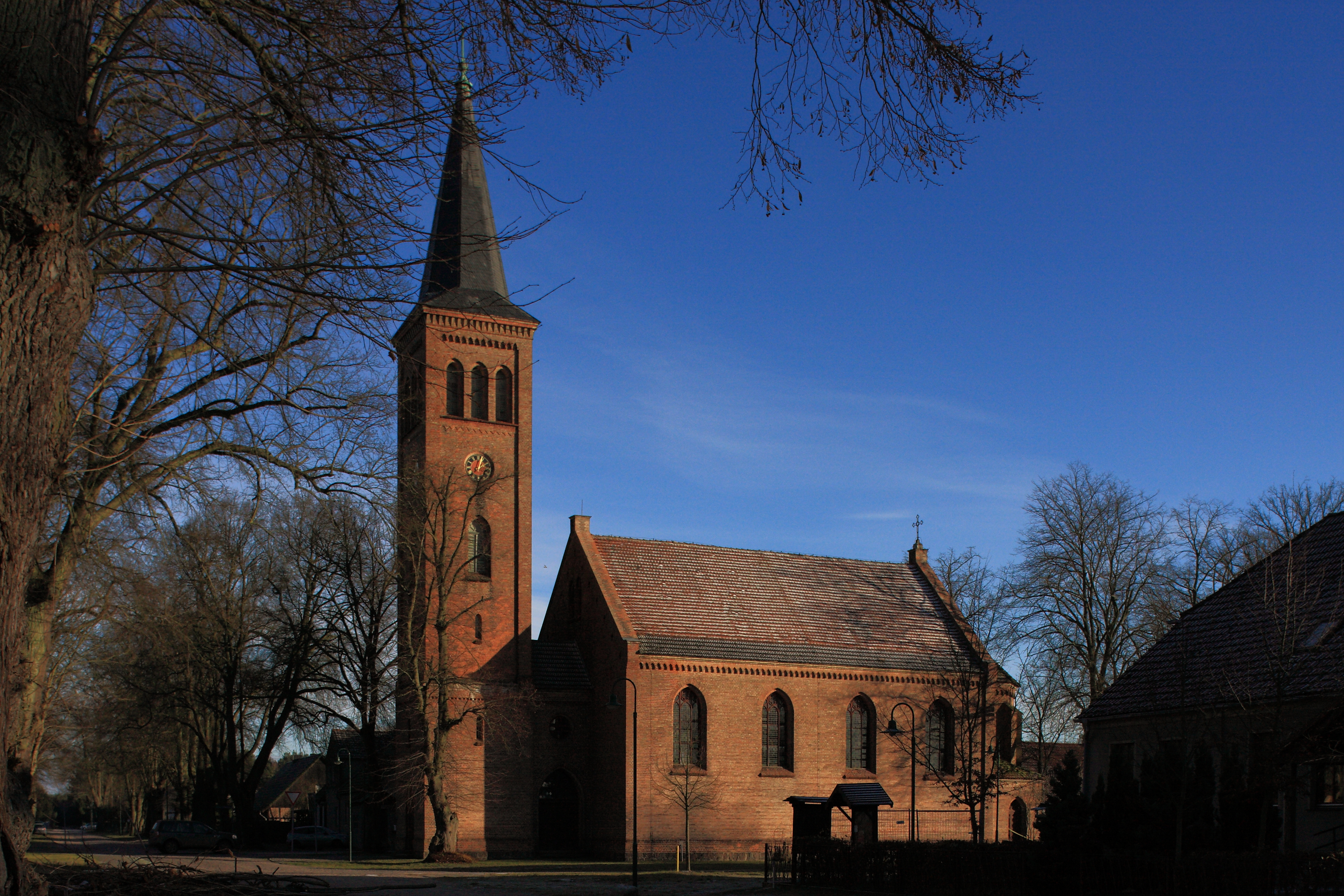
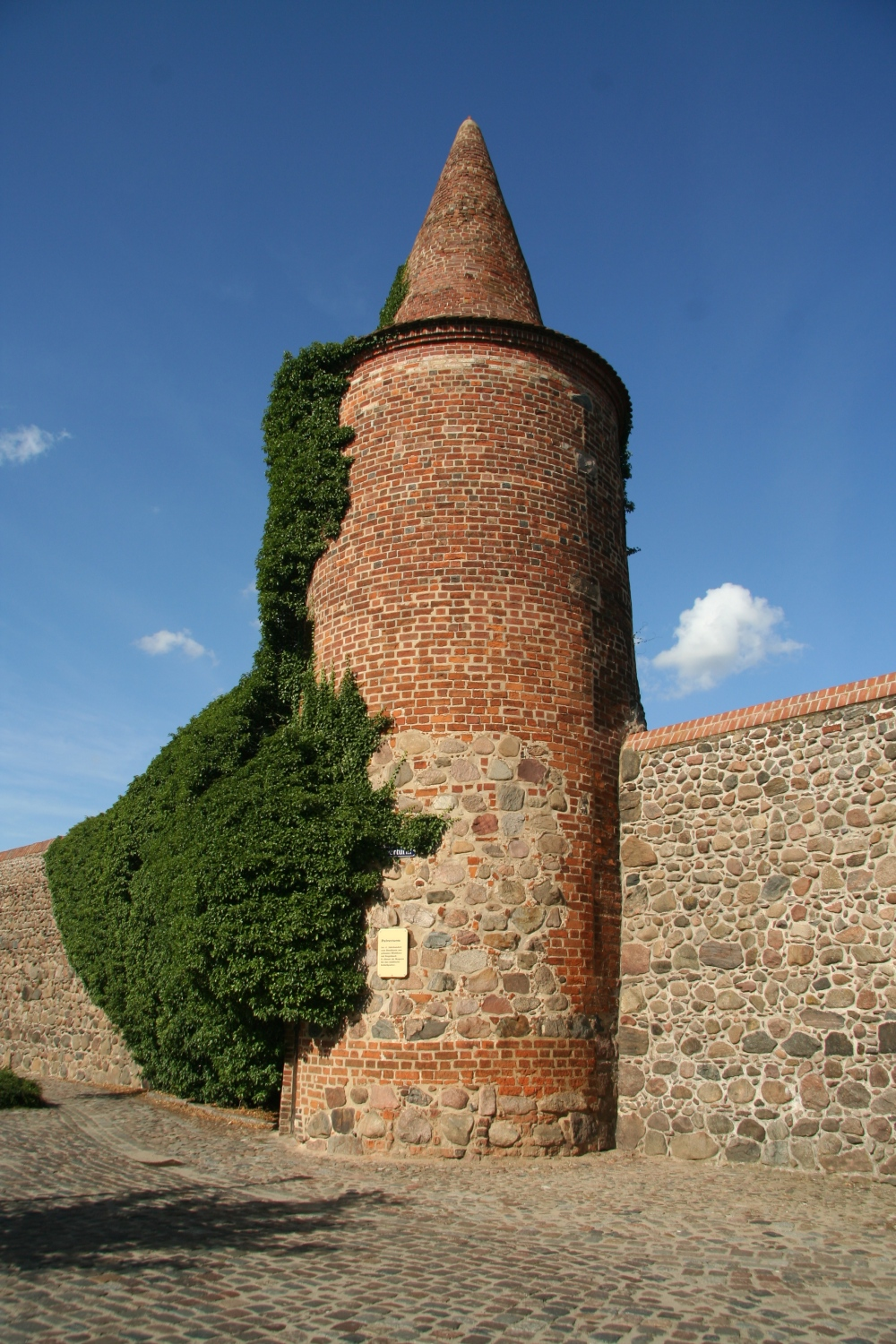
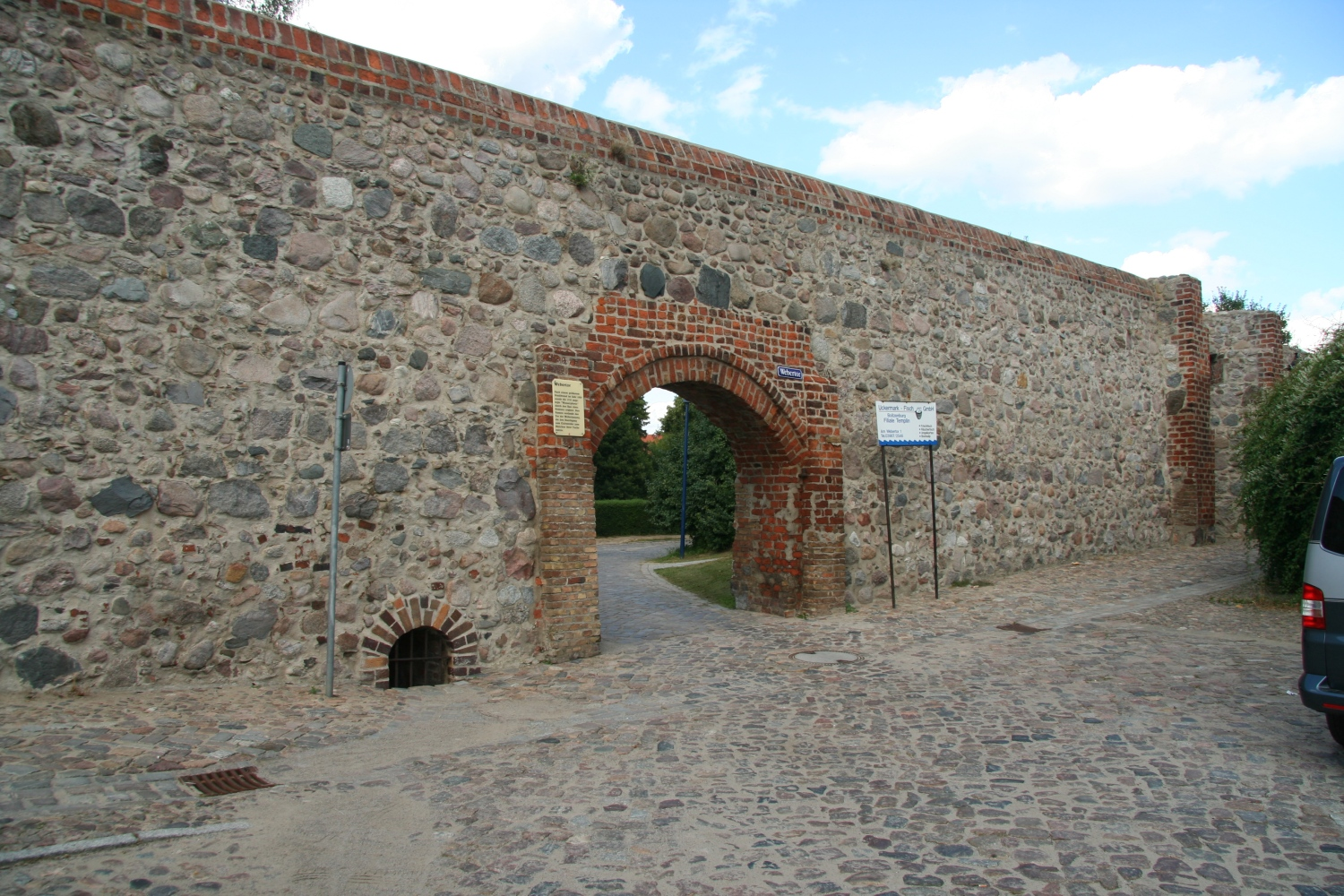
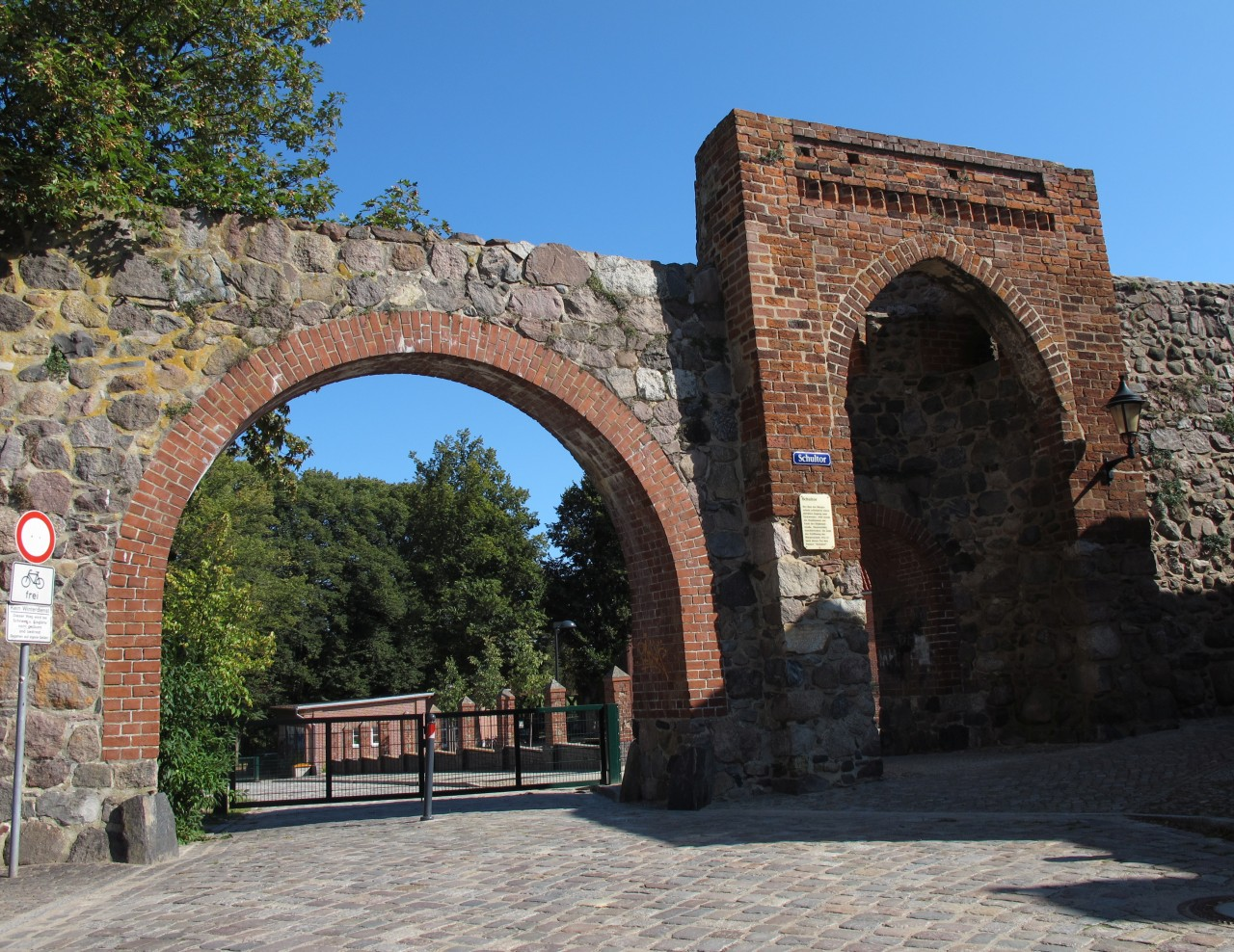
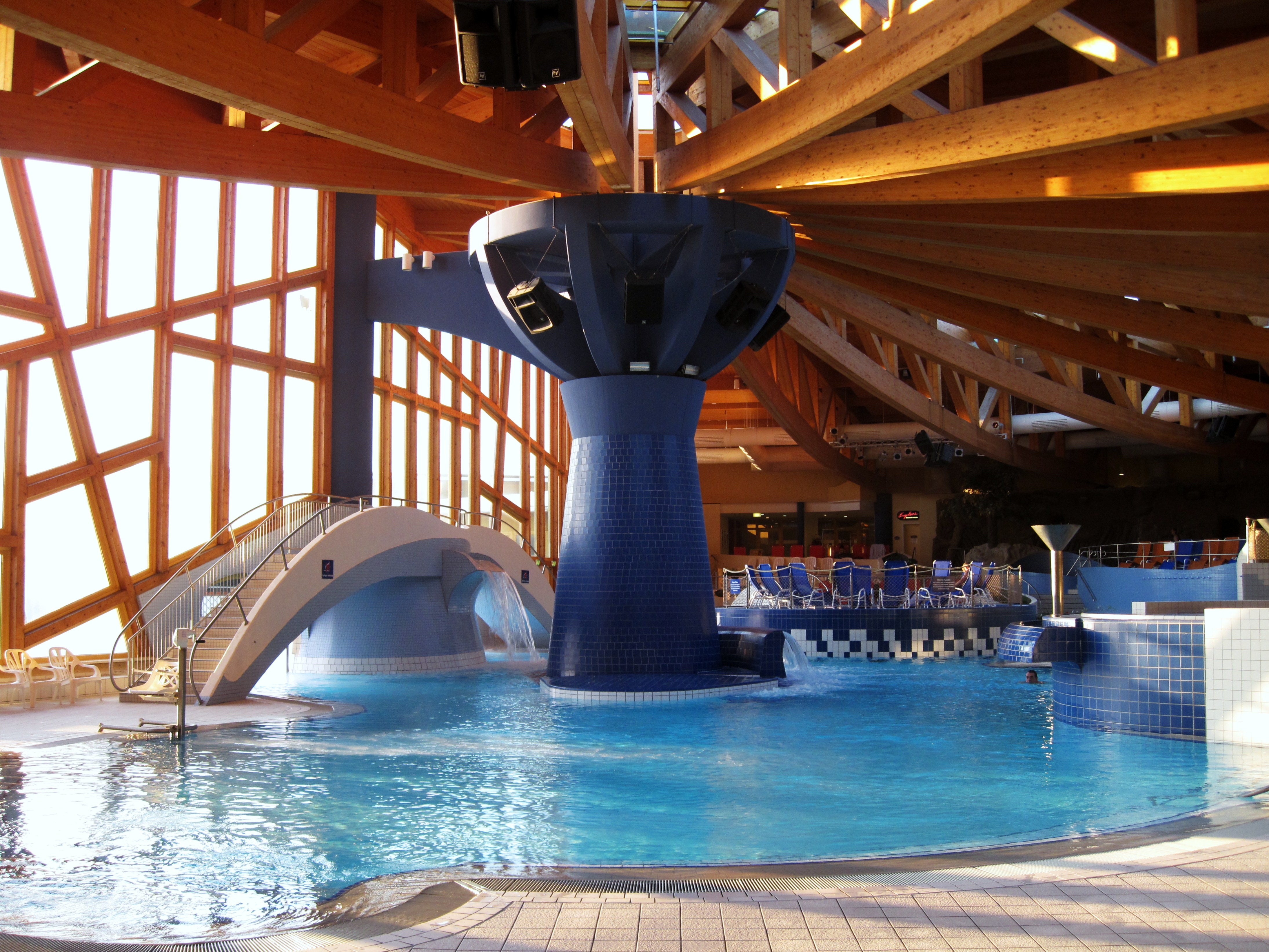
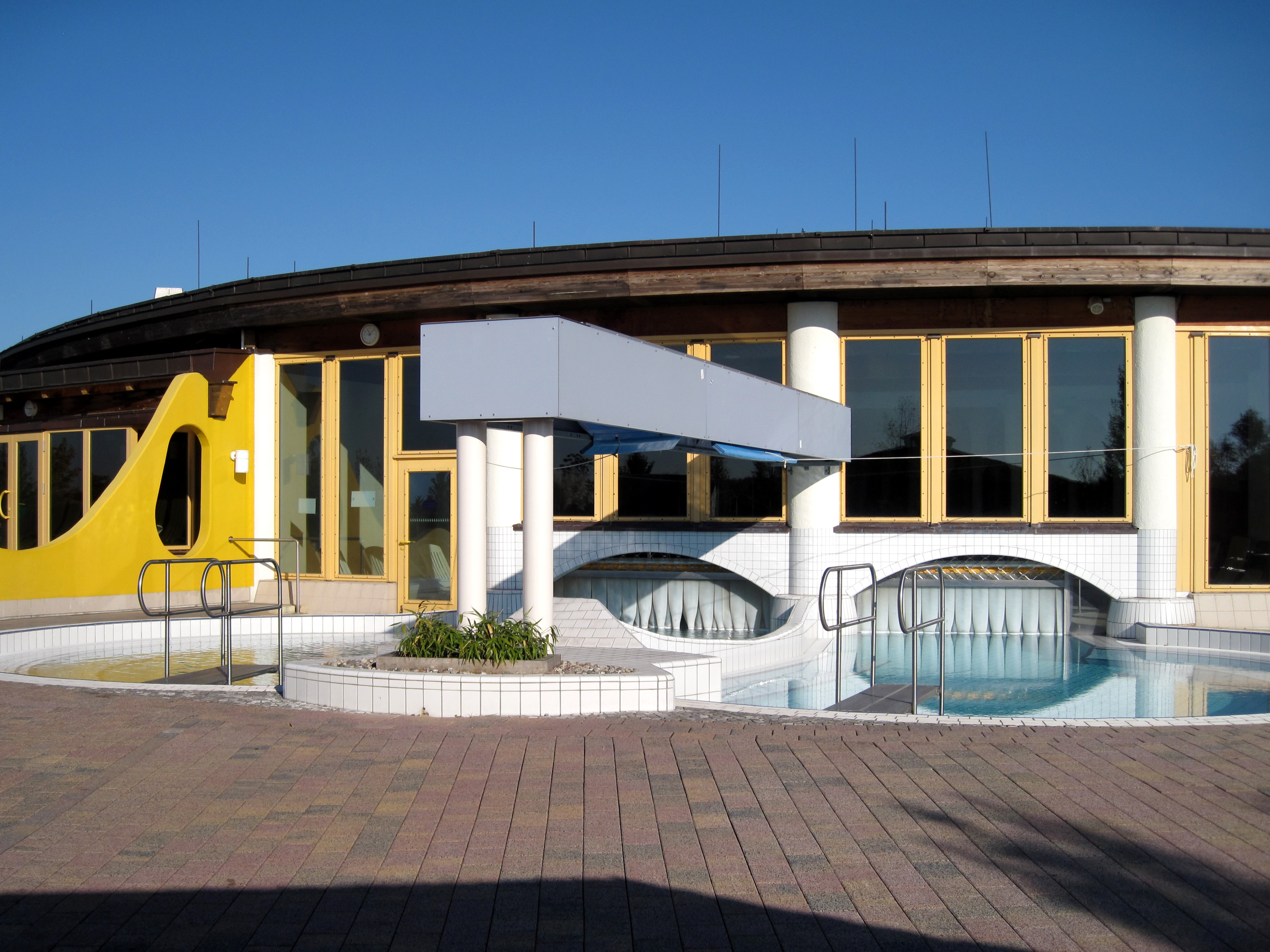
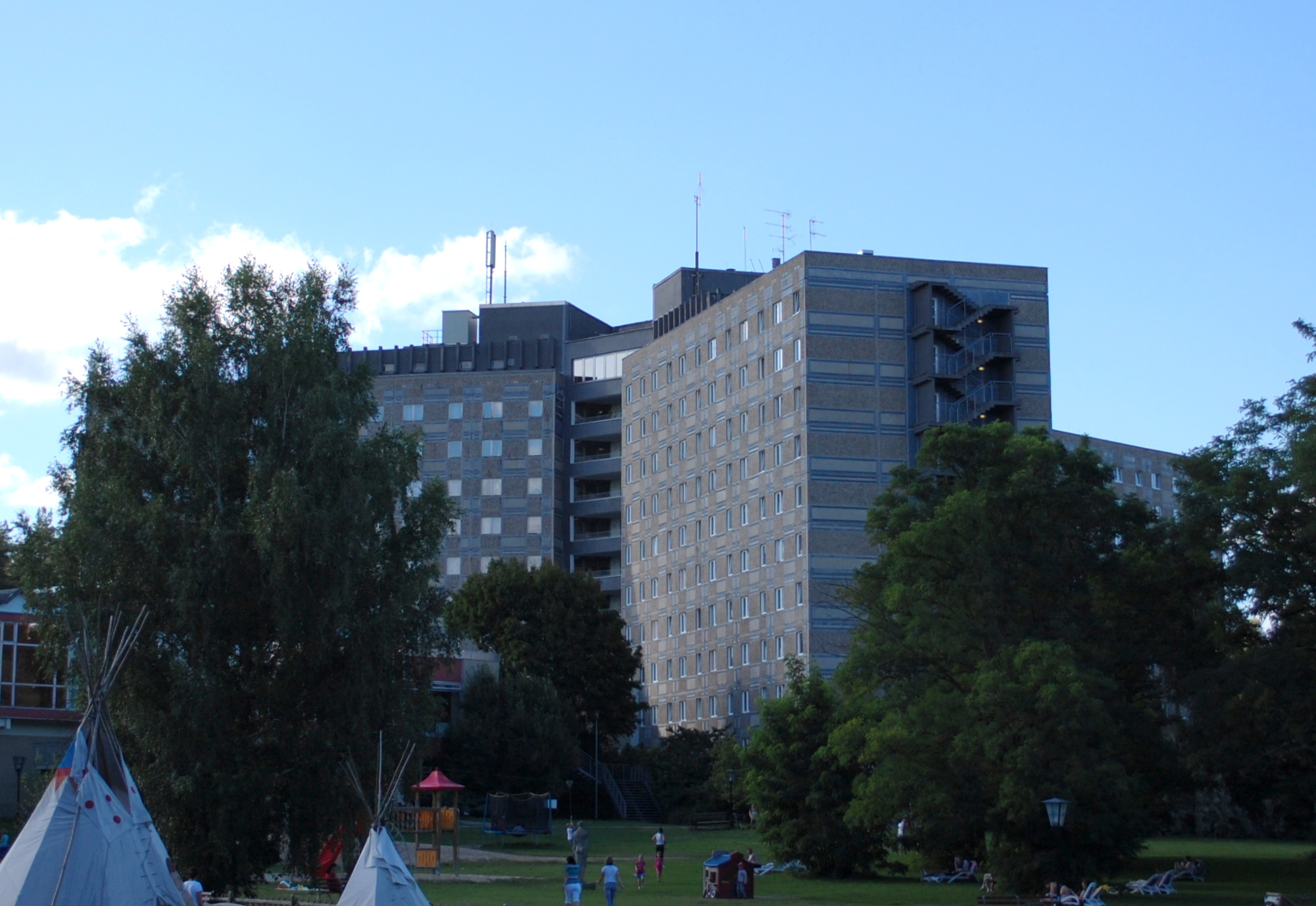
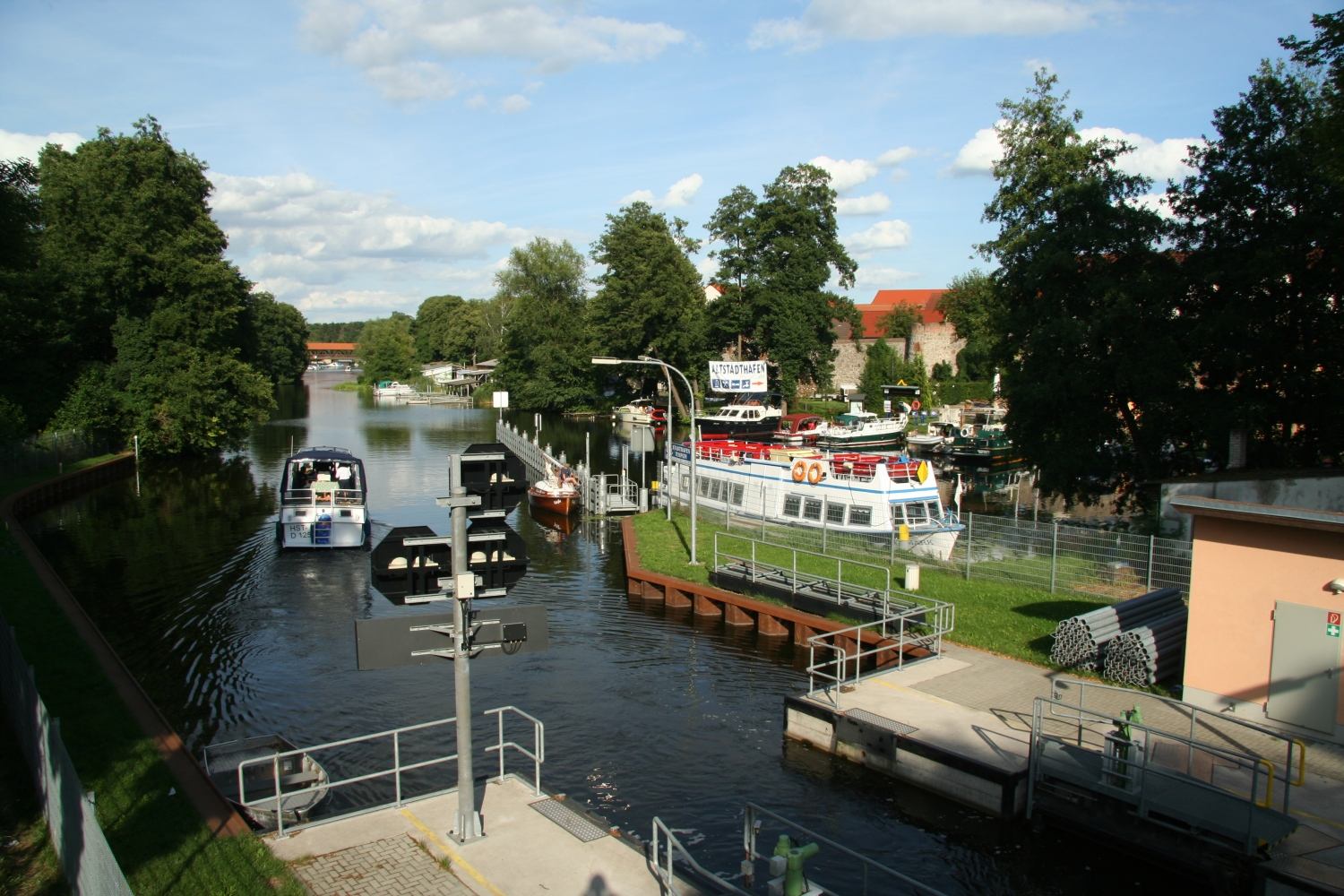
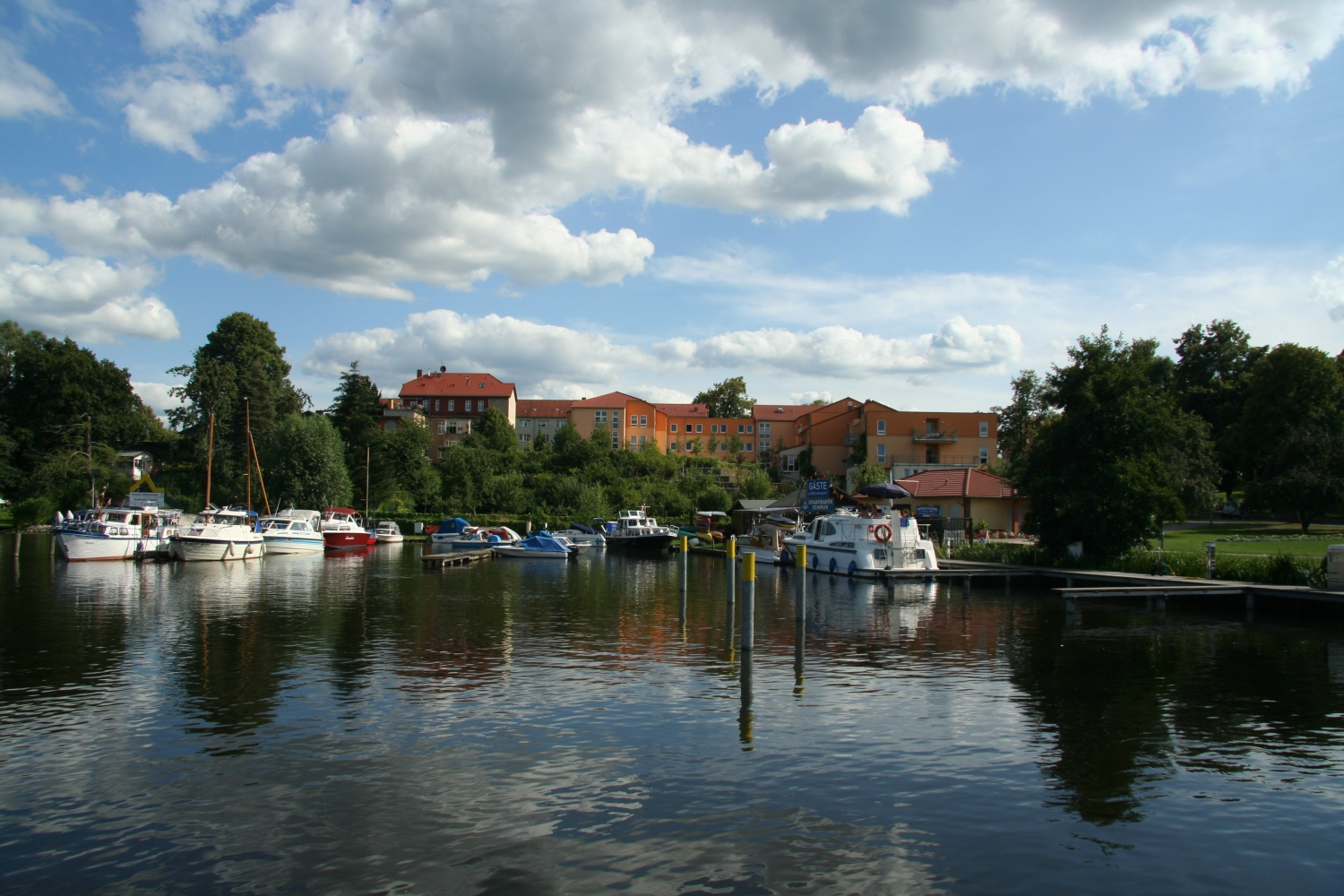
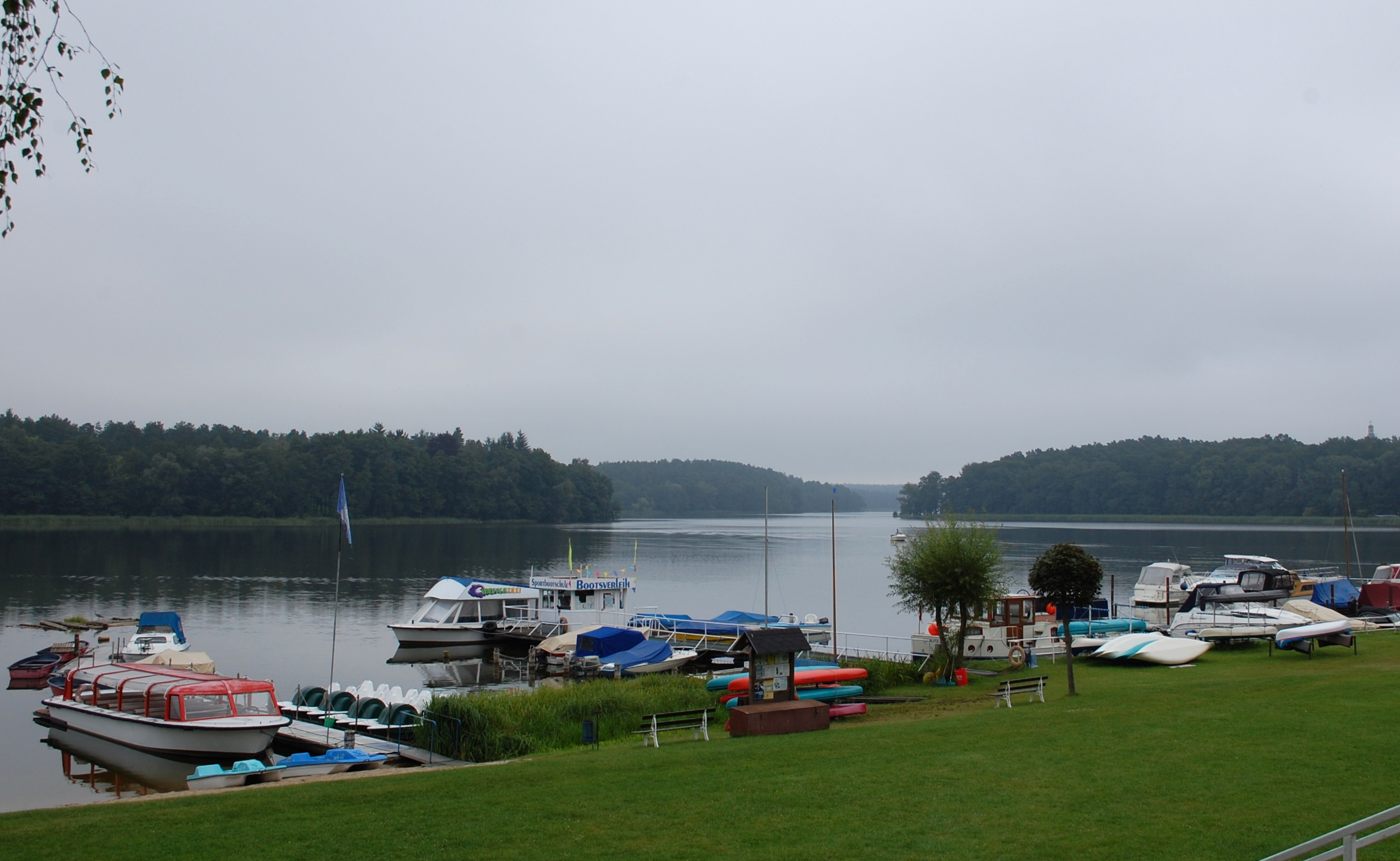
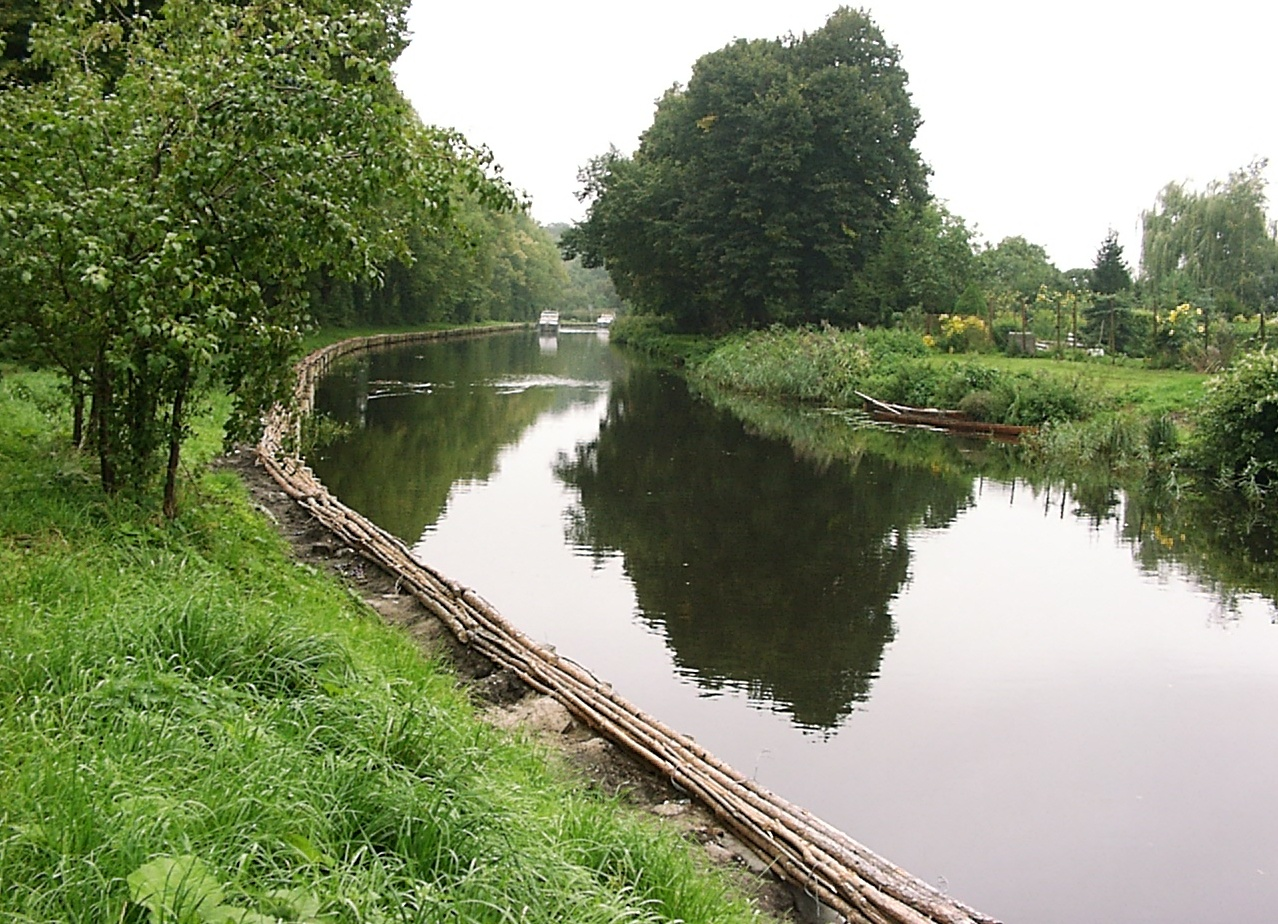

## Népesség
A település népessége az elmúlt években az alábbi módon változott:
| Lakosok száma | 18 884 | 18 273 | 16 455 | 15 636 | 15 540 | 15 599 | 15 604 |
|               | 1990   | 2000   | 2010   | 2020   | 2021   | 2022   | 2023   |

## Híres emberek
- Itt született Edmund Hartnack német optikus, mikroszkópkészítő (1826 – Potsdam, 1891)